# 大鱗多耙鯷
大鱗多耙鯷（学名：Anchovia macrolepidota）為輻鰭魚綱鲱形目鳀科的其中一種，分布於東太平洋區，從下加利福尼亞半島至秘魯北部海域，棲息深度可達50公尺，本魚體延長，口鼻中位，上頷延伸至前鰓蓋，鰓蓋後緣上具有鮮明的三角投影;鰓耙細而修長，體側具一銀色條紋，隨年齡增長而逐漸消失，臀鰭軟條26-29條，體長可達15公分，喜群游，棲息在河口、沙底質海灣，以浮游生物為食，可作為食用魚或餌魚。

## 擴展閱讀
維基物種上的相關：大鱗多耙鯷